# 切爾馬桑河
切爾馬桑河是俄羅斯的河流，由巴什科爾托斯坦共和國負責管轄，河道全長186公里，流域面積約3,970平方公里，河水主要來自雨水和融雪，每年十一月至翌年四月結冰。